# Klaus-Werner Jablonski

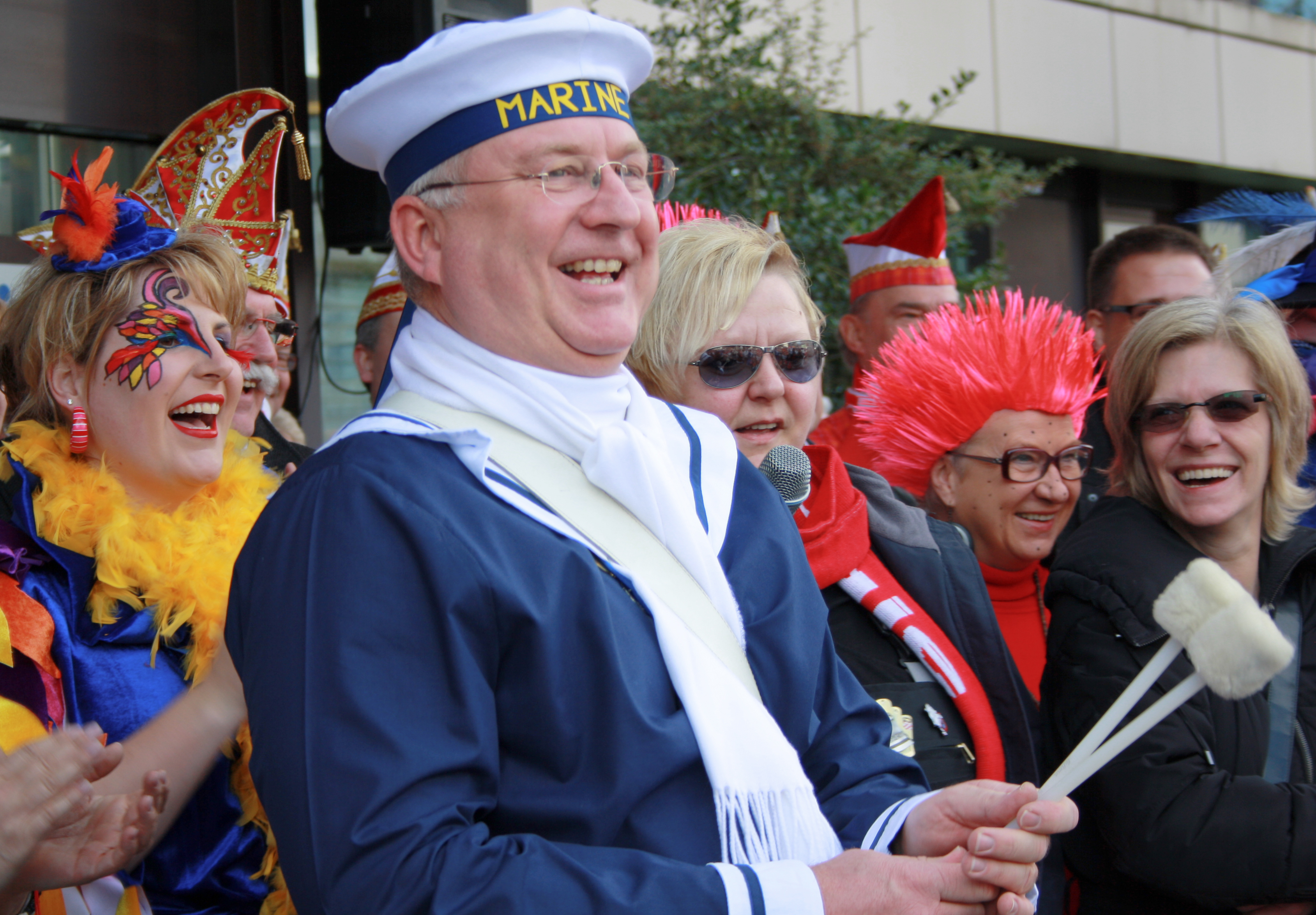
Jablonski bei der „Rathauserstürmung“ im Karneval 2014

Klaus-Werner Jablonski (* 30. Juli 1959 in Köln) ist ein deutscher Politiker (CDU) und war Bürgermeister der Stadt Troisdorf.

## Leben
1963 zog Jablonski von Köln nach Troisdorf um und besuchte dort das Gymnasium Zum Altenforst. 1978 begann er eine Ausbildung bei der Polizei. Während des Aufstiegs in den gehobenen Dienst der Polizei besuchte er die Fachhochschule für öffentliche Verwaltung in Köln, die er als Diplom-Verwaltungswirt (FH) abschloss.
Über dreißig Jahre verbrachte er in leitenden Funktionen bei der Kölner Polizei, zuletzt als Hauptkommissar.
Jablonski ist verheiratet und hat drei Kinder. Seit 1987 wohnt er in Friedrich-Wilhelms-Hütte.

## Politik
1977 trat Jablonski der CDU bei, 1984 wurde er in den Stadtrat gewählt. 1995 wurde er Vorsitzender des CDU-Stadtverbandes und 2001 Fraktionsvorsitzender im Stadtrat. Von 1994 bis 2001 war er bereits stellvertretender Bürgermeister der Stadt.
Bei der Kommunalwahl am 30. August 2009 wurde er zum Bürgermeister von Troisdorf gewählt, am 15. Juni 2014 wurde er in einer Stichwahl im Amt bestätigt. 2020 trat er nicht wieder an, zu seinem Nachfolger wurde der CDU-Politiker Alexander Biber gewählt.